# Гоготов Олександр Пилипович
Олександр Пилипович Гоготов — український футбольний арбітр.
1939 року розпочав арбітраж поєдинків чемпіонату СРСР. 5 червня дебютував як головний арбітр. У тому матчі сталінський «Стахановець» і московський «Спартак» зіграли внічию. Того ж року здобув кваліфікацію — суддя всесоюзної категорії.
Протягом трьох сезонів провів як головний рефері 12 ігор чемпіонату і кубка СРСР.